# Kvinnorna på taket
Kvinnorna på taket é um filme de drama sueco de 1989 dirigido e escrito por Carl-Gustav Nykvist. Foi selecionado como representante da Suécia à edição do Oscar 1990, organizada pela Academia de Artes e Ciências Cinematográficas.

## Sinopse
Linnea, uma jovem bela e inocente, se muda para Estocolmo logo antes da Primeira Guerra Mundial e começa a trabalhar para um velho rabugento. Ela conhece e se apaixona por Anna, uma fotógrafa que a ensina seu ofício, mas a relação entre elas é ameaçada pela escalação da tensão na Europa, e pelo retorno do namorado de Anna, Willy, que parece estar interessado nas duas moças.

## Elenco
- Amanda Ooms - Linnea
- Helena Bergström - Anna
- Stellan Skarsgård - Willy
- Percy Brandt - Fischer
- Lars Ori Bäckström - Holger
- Katarina Olsson - Gerda
- Leif Andrée - Oskar
- Stig Ossian Ericson - Vicar
- Johan Bergenstråhle